# Contea di Madison (Ohio)
La contea di Madison (in inglese Madison County) è una contea dello Stato dell'Ohio, negli Stati Uniti. La popolazione al censimento del 2000 era di 40 213 abitanti. Il capoluogo di contea è London.